# U. Alexis Johnson

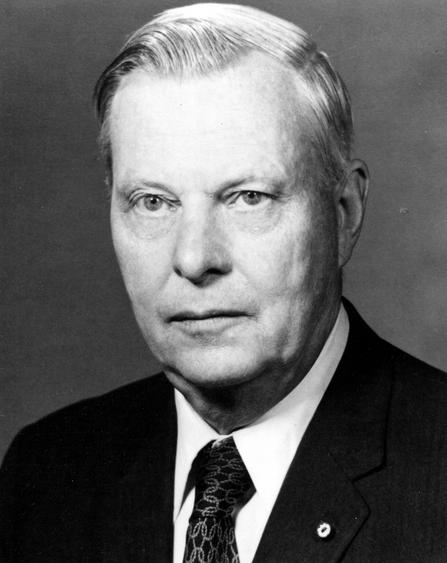
U. Alexis Johnson circa 1970

Ural Alexis Johnson (* 17. Oktober 1908 in Falun, Saline County, Kansas; † 24. März 1997 in Raleigh, North Carolina) war ein US-amerikanischer Diplomat, auf den während seiner Tätigkeit als stellvertretender Botschafter in Südvietnam am 29. März 1965 ein Attentat mit einer Autobombe fehlgeschlagen ist und der später als United States Under Secretary of State für politische Angelegenheiten den dritthöchsten Posten im Außenministerium der Vereinigten Staaten bekleidete.

## Leben
Nach dem Schulbesuch studierte Johnson am Occidental College in Los Angeles und erwarb dort 1931 einen Bachelor of Arts. Anschließend folgte von 1931 bis 1932 ein Studium an der School of Foreign Service der Georgetown University.
Danach trat er in den diplomatischen Dienst ein und war nach Verwendungen im State Department von 1935 bis 1937 Dolmetscher an der Botschaft in Japan. Nach einer darauf folgenden Verwendung als Vizekonsul in Keijo, dem damals vom Japanischen Kaiserreich besetzten Seoul, war er 1939 kurzzeitig Vizekonsul in Tianjin. Im Anschluss fand er zwischen 1940 und 1941 Verwendung als Vizekonsul in Shenyang, ehe er danach von 1942 bis 1944 Vizekonsul und Dritter Sekretär an der Botschaft in Brasilien war.
1945 wurde er Konsul an der Botschaft in den Philippinen und kehrte dann 1946 nach Japan zurück, wo er amtierender politischer Berater im Konsularstab des Oberbefehlshabers der US-Streitkräfte in dessen Hauptquartier in Yokohama wurde. Im Anschluss war er zwischen 1947 und 1949 Generalkonsul in Yokohama und kehrte anschließend ins Außenministerium zurück und war dort bis 1951 stellvertretender Direktor des Amtes für Angelegenheiten Nordostasiens, also der für die Mongolei sowie Japan, China, Nordkorea und Südkorea zuständigen Dienststelle.
Danach war er zunächst als Stellvertreter des Assistant Secretary of State für das Büro für Fernost-Angelegenheiten, ehe er im Anschluss von November 1952 bis 1953 stellvertretender Leiter der US-Vertretung in der Tschechoslowakei war. Im Dezember 1953 wurde er als Nachfolger von George Wadsworth zum Botschafter in der Tschechoslowakei berufen und wirkte dort bis 1957. Danach kehrte er jedoch nach Asien zurück und war zunächst zwischen Februar 1958 und April 1961 als Nachfolger von Max Waldo Bishop Botschafter in Thailand.
Nach einer Tätigkeit als stellvertretender Under Secretary of State für politische Angelegenheiten von 1961 bis 1964, wurde er 1964 Vize-Botschafter in Südvietnam und damit Stellvertreter des damaligen Botschafters Maxwell D. Taylor. Zugleich hielt er als anerkannter Asienexperte auch Vorträge zu den diplomatischen Beziehungen zwischen den USA und asiatischen Ländern. Während seiner Tätigkeit in Südvietnam wurde am 29. März 1965 außerhalb der Botschaft in Saigon ein Attentat mit einer Autobombe auf ihn verübt, das allerdings fehlschlug.
Dennoch kehrte er nach dem Attentat ins State Department zurück und war dort erneut für ein Jahr stellvertretender Under Secretary of State für politische Angelegenheiten, ehe er zwischen November 1966 und Januar 1969 Botschafter in Japan und damit Nachfolger von Edwin O. Reischauer war.
Im Anschluss nahm er schließlich von 1969 bis 1973 als Under Secretary of State für politische Angelegenheiten den dritthöchsten Posten im US-Außenministerium ein. Zuletzt war Johnson während der Präsidentschaften von Richard Nixon und Lyndon B. Johnson zwischen Februar 1973 und Februar 1977 als Nachfolger von David M. Kennedy Sonderbotschafter (Ambassador-at-Large) des Außenministeriums. In diesen Jahren war er auch maßgeblich am Zustandekommen erster Gespräche mit der Sowjetunion zur Abrüstung beteiligt.

## Veröffentlichungen
Über seine Erfahrungen mit den Vorbereitungen zu den Abrüstungsverhandlungen verfasste er Arms Control and the Gray Area Weapons System (1978).
1984 veröffentlichte er seine Memoiren unter dem Titel The Right Hand of Power, die einen Einblick in die US-Außenpolitik der 1950er bis 1970er Jahre gaben.